# Senchoa Gaon
Senchoa Gaon is een census town in het district Jorhat van de Indiase staat Assam. 

## Demografie
Volgens de Indiase volkstelling van 2001 wonen er 7366 mensen in Senchoa Gaon, waarvan 54% mannelijk en 46% vrouwelijk is. De plaats heeft een alfabetiseringsgraad van 82%. 